# Secret Love Song
«Secret Love Song» —en español: «Canción de amor secreto»— es una canción grabada por el grupo de chicas británicas Little Mix para su tercer álbum de estudio, Get Weird (2015). Cuenta como invitado al cantante estadounidense Jason Derulo, quien coescribió la canción con Jez Ashurst, Emma Rohan, y Tich. Fue producido por Jayson DeZuzio. En la versión Deluxe del álbum existe una “Parte ll” de la canción, la cual sólo es cantada por Little Mix y cuenta únicamente con piano y violín. Little Mix dedican esta canción a sus fanáticos pertenecientes al colectivo LGBT en cada concierto y lo acompañan con la bandera de tal movimiento en las pantallas. Una interpretación de la canción se llevó a cabo en los Emiratos Árabes, donde ser homosexual es considerado delito, de este modo, mostraron su apoyo a sus fanáticos de tal país que sufren de esta discriminación y perseguimiento.
Escritores 
●Jez Ashurst - escritor
●Emma Rohan - escritora
●Rachel Furner  - escritora
●Jason Desrouleaux  - escritor
●Jayson DeZuzio - productor, ingeniería, todos los instrumentos y programación
●Maegan Cottone  - productor vocal
●Phil Tan  - mezcla
●Sam Ellison - asistente de producción vocal
Créditos adaptados de las notas del álbum.

## Posicionamiento en listas

### Semanales
| Australia     | Australian Singles Chart        | 16 |
| Escocia       | Scottish Singles Chart          | 3  |
| Filipinas     | Philippine Hot 100              | 48 |
| Irlanda       | Irish Singles Chart'            | 11 |
| Líbano        | Official Lebanese Top 20 Charts | 13 |
| Nueva Zelanda | NZ Top 40 Singles               | 18 |
| Polonia       | Polish Airplay Top 100          | 62 |
| Reino Unido   | UK Singles Chart                | 6  |
| Singapur      | Top 30 Singles Chart Singapore  | 3  |

### Anuales
| País        | Lista (2016)         | Posición |
| ----------- | -------------------- | -------- |
| Australia   | ARIA Top 100 Singles | 60       |
| Indonesia   | CreativeDisc Top 50  | 28       |
| Reino Unido | UK Singles Chart     | 41       |

### Certificaciones
| País          | Organismo certificador | Certificación | Ventas certificadas | Ref.   |
| ------------- | ---------------------- | ------------- | ------------------- | ------ |
| Australia     | ARIA                   | 2× Platino    | 140 000             | [ 13 ] |
| Brasil        | PMB                    | Platino       | 40 000              | [ 14 ] |
| Dinamarca     | IFPI                   | Oro           | 45 000              | [ 15 ] |
| Irlanda       | IRMA                   | Platino       | 15 000              | [ 16 ] |
| Nueva Zelanda | RIANZ                  | Platino       | 15 000              | [ 17 ] |
| Reino Unido   | BPI                    | Platino       | 600 000             | [ 18 ] |